# Mimon crenulatum
Mimon crenulatum là một loài động vật có vú trong họ Dơi mũi lá, bộ Dơi. Loài này được E. Geoffroy mô tả năm 1803.

## Hình ảnh

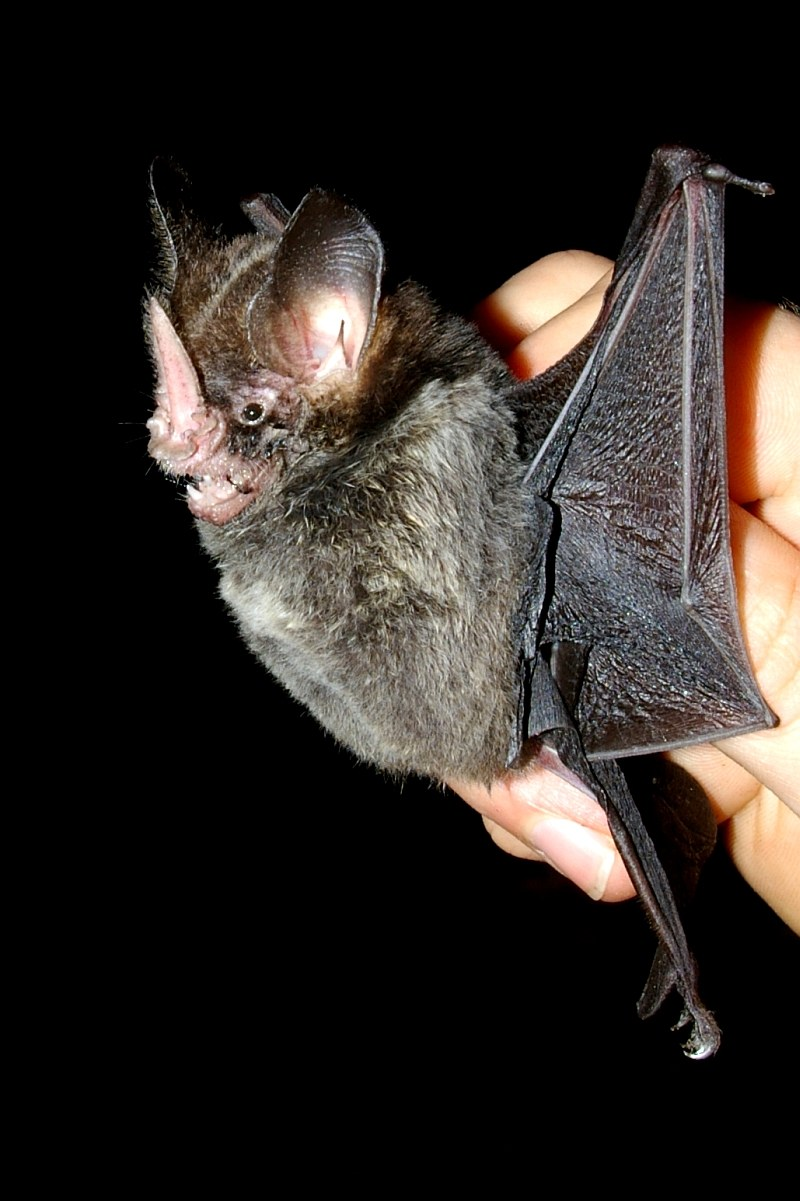
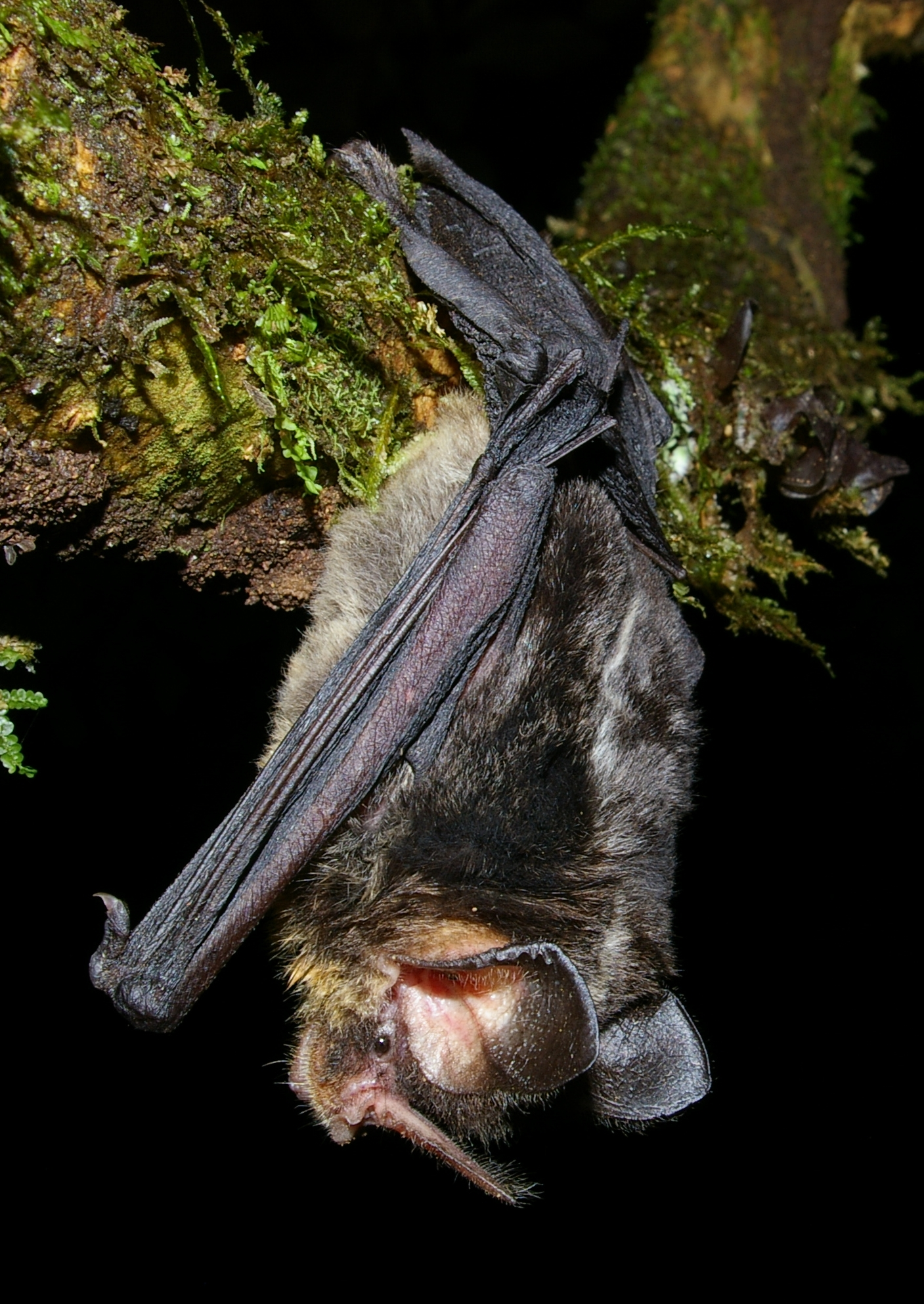